# WEEE-richtlijn

Het WEEE-symbool

Richtlijn 2012/19/EU van het Europees Parlement en de Raad van 4 juli 2012 betreffende afgedankte elektrische en elektronische apparatuur (AEEA) , afgekort tot de WEEE-richtlijn (Engels voor: Waste of Electrical and Electronic Equipment) is een richtlijn van de Europese Unie. In de Nederlandse taal wordt vrij consequent de Engelse (internationale) afkorting gebruikt. De WEEE-richtlijn gaat over afgedankte elektrische en elektronische apparatuur. Deze richtlijn werd samen met de RoHS-richtlijn 2002/95/EG vastgesteld in juli 2012. De WEEE-richtlijn gaat over de inzameling van alle soorten afgedankte huishoudelijke apparatuur en stelt doelen voor de minimumhoeveelheid elektronisch afval, die per hoofd van de bevolking per jaar ingezameld wordt. 

## Beleid
De WEEE-richtlijn gaat niet alleen over het inzamelen. Het beleid dat in deze richtlijn gegeven wordt bestaat uit drie pijlers: verminderen van afval, hergebruiken en recyclen. Repareren en opnieuw (volledig werkend) op de markt brengen van apparatuur vallen buiten het bereik van de WEEE-richtlijn. De RoHS-richtlijn (van het Engelse Restriction of Hazardous Substances - beperking van gevaarlijke stoffen) heeft als doel het gebruik van bepaalde gevaarlijke stoffen in elektrische en elektronische apparatuur te beperken. Dit omdat er, wanneer er minder schadelijke stoffen gebruikt worden in nieuwe elektronische apparatuur, ook minder schadelijke stoffen afgevoerd hoeven te worden.

## Implementatie Nederland
Afvalbrengstations in alle gemeenten spelen een belangrijke rol bij het scheiden van het afval, waaronder elektrische en elektronische apparatuur. De non-profitorganisatie Wecycle en Weee Nederland hebben zich ten doel gesteld om zoveel mogelijk van de afgedankte elektrische en elektronische apparatuur te recyclen.

## WEEE-symbool
Het symbool dat de Europese Raad gekozen heeft om afgedankte elektrische en elektronische apparatuur aan te duiden is een afvalcontainer met een kruis erdoor met een zwarte streep onder het symbool.  De zwarte lijn geeft aan dat de apparatuur op de markt gebracht is na 2005, toen de richtlijn officieel van kracht werd.

## Revisie van de richtlijn
De WEEE-richtlijn heeft inmiddels een revisie ondergaan. De nieuwe richtlijn 2012/19/EU werd op 27 januari 2012 vastgesteld door het Europees Parlement en de Europese Raad.
Het doel van de nieuwe richtlijn is dat er in de aangesloten landen in het jaar 2018 op zijn minst 70% tot 85% van de afgedankte elektrische en elektronische apparatuur (verschillende percentages voor verschillende productgroepen) ingezameld wordt.

## Om welke productgroepen gaat het?
De oorspronkelijke WEEE-richtlijn bevat 10 categorieën van elektrische en elektronische apparatuur.  
- Grote huishoudelijke apparatuur
- Kleine huishoudelijke apparatuur
- IT- en telecommunicatieapparatuur
- Consumentenelektronica
- Verlichting (vooral spaarlampen)
- Elektrisch en elektronisch gereedschap
- Speelgoed, elektronische spelletjes en sportapparatuur
- Medische apparatuur
- Meet- en controleapparatuur
- Blikjesautomaten en dergelijke

De gereviseerde WEEE-richtlijn bevat 6 categorieën.
- Apparatuur ten behoeve van airconditioning (koeling, verwarming, ontvochtiging)
- Schermen, monitoren en apparatuur met een scherm groter dan 100 cm²
- Lampen
- Grote apparatuur
- Kleine apparatuur
- Kleine IT- en telecommunicatieapparatuur (met afmetingen kleiner dan 50 cm)